# Domchor Fulda
Der Domchor Fulda prägt seit über 200 Jahren die Kirchenmusik in Fulda mit.

## Geschichte
1804 von Michael Henkel als Knaben- und Männerchor gegründet, wandelte sich der Chor zu einem gemischten Chor um, wie sich der Domchor auch heute präsentiert. Diese Entwicklung diente vor allem der Vergrößerung des Repertoires an Chorliteratur.

## Aufgaben und Ziele
Zu seinen wichtigsten Aufgaben zählt die musikalische Mitgestaltung der Pontifikal- und Kathedralgottesdienste im Fuldaer Dom durch mehrstimmige A-cappella-Musik sowie durch instrumental begleitete Orchestermessen. Derzeit  besteht der Domchor aus 85 aktiven Sängerinnen und Sängern.
Aus dem Selbstverständnis des Chores heraus, als musikalischer Glaubensbotschafter zu wirken, gestaltet er auch Konzerte, die nicht nur in Fulda zur Aufführung kommen, sondern auch bei Chorreisen wie zum Beispiel in Österreich, Frankreich, Mallorca, Italien und Malta zu hören sind.